# Вінцерський Андрій Дмитрович
Андрій Вінцерський  (нар.12 січня 1965, Кам'янець-Подільський, Україна) — український музикант, композитор.

## Біографічні відомості
1980 року закінчив Кам'янець-Подільську районну дитячу музичну школу по класу ударних інструментів, 1984 року — Чернівецьке музичне училище.
У 1986—1988 роках — артист Тернопільської обласної філармонії у складі рок-гурту «Альбом». 1988 року працював у Ленінградському музичному центрі Володимира Кисельова, у 1991—1992 роках — у гурті «Заграва» (Коломия), у 1992—1997 роках — у гурті «Брати Блюзу».
Лауреат багатьох фестивалів. Як композитор став дипломантом фестивалю «Песня-97» за пісню «Манекенщица» у виконанні Ані Лорак.
У травні — жовтні 1997 року працював в студії Олександра Пономарьова аранжувальником. Від жовтня 1997 року — музикант продюсерського агентства «Клас-А» у складі гурту Олександра Пономарьова.
Далі працював у США. Разом з Олегом Левицьким із «Братів блюзу» довгий час грав у клубі «Ермітаж» (Нью-Йорк). 2003 року в інтерв'ю газеті «Свобода» розповів:
| Барабани йдуть паралельно з моїм життям, ще з самого початку, ще з дитинства я починав бити по всьому, що потрапляло під руки, — по тарілках, каструлях, ложках. Батько у мене музикант, я був з ним усюди, де він грав. Мої очі завжди прикипали тільки до ударних інструментів, і я усе це хотів від них перейняти. Мої барабани для мене, як моя кохана дружина. |
2010 року учасники гурту «Брати блюзу» знову зібралися разом, щоб виступити в кількох українських містах, зокрема в Тернополі.